# Kanton Laguiole
Laguiole is een voormalig kanton van het Franse departement Aveyron. Het kanton is op 22 maart 2015 opgeheven bij toepassing van het decreet van 21 februari 2014. De gemeenten werden opgenomen in het op die dag gevormde kanton Aubrac et Carladez. Het kanton maakte deel uit van het arrondissement Rodez.

## Gemeenten
Het kanton Laguiole omvatte de volgende gemeenten:
- Cassuéjouls
- Curières
- Laguiole (hoofdplaats)
- Montpeyroux
- Soulages-Bonneval